# عزلة بني يوسف (تعز)

تعديل مصدري - تعديل

عزلة بني يوسف هي إحدى عزل مديرية المواسط في محافظة تعز اليمنية ويبلغ تعداد سكانها 22013 نسمة حسب التعداد السكاني في اليمن لعام 2004.